# Kafougouna Koné
Pour les articles homonymes, voir Koné.
Kafougouna Koné est un militaire et homme politique malien, né en 1944 à Fourou (Mali) et mort le 10 mars 2017 à Bamako (Mali).

## Biographie
Après des études secondaires au lycée technique de Bamako, Kafougouna Koné poursuit à École militaire interarmes (EMIA).
En 1991, il est chef d’état major de l’armée de terre au moment du coup d’État militaire d’Amadou Toumani Touré contre le régime dictatorial de Moussa Traoré. Il est nommé ministre de la Défense pendant la Transition (1991-1992).
En 1992, il est nommé ambassadeur en République populaire de Chine.
En 2001, il est nommé délégué général aux élections. À la suite de l'élection d’Amadou Toumani Touré à la présidence de la république en 2002, il entre au gouvernement d'Ahmed Mohamed ag Hamani le 16 octobre 2002 au poste de ministre de l'Administration Territoriale et des Collectivités Locales. Ils conservera ce poste dans les différents gouvernements successifs : gouvernement d'Ousmane Issoufi Maïga du 2 mai 2004, gouvernement de Modibo Sidibé du 3 octobre 2007, gouvernement de Modibo Sidibé du 9 avril 2009 et gouvernement de Cissé Mariam Kaïdama Sidibé du 6 avril 2011.
C’est à ce titre qu’il a négocié pour le gouvernement malien les Accords d'Alger à la suite de la rébellion touarègue de 2006.